# Наперегонки с луной
«Наперегонки с луной» (англ. Racing with the Moon) — мелодрама режиссёра Ричарда Бенджамина.

## Сюжет
1942 год, Калифорния. Два молодых друга — Генри и Никки — через несколько недель должны отправиться на войну. Фильм показывает, как они проводят оставшиеся дни мирной жизни. Ходят в кегельбан, фланируют по улицам, встречаются с девушками.
Когда Салли, подруга Никки, забеременела, он попросил у Генри 150 долларов на аборт. У приятеля таких денег не было, но он думал, что их легко достать его знакомой девушке Кэдди. Генри ошибочно полагал, что она относится к «золотой молодёжи». Чтобы помочь другу, Кэдди пытается украсть ожерелье, но её ловят. Пришлось признаться, зачем нужны были деньги. Обворованная вошла в положение и сама одолжила денег на аборт.
Время на гражданке неумолимо истекает, и в конце фильма Генри и Никки садятся в поезд, который должен увезти их на фронт.

## В ролях
- Шон Пенн — Генри «Хоппер» Нэш
- Элизабет Макговерн — Кэдди Уингер
- Николас Кейдж — Никки / Бад
- Джон Карлен — мистер Нэш
- Рутанья Алда — миссис Нэш
- Макс Шоуолтер — мистер Артур

## Создатели фильма
- Режиссёр: Ричард Бенджамин
- Продюсеры: Ален Бернхейм, Джон Кон, Арт Левинсон
- Сценарист: Стив Кловис
- Композитор: Дейв Грузин
- Оператор: Джон Бэйли

## Кассовые сборы и критика
За первые три дня проката фильм занял 7-е место по сборам, заработав чуть более $1,8 млн. Общая сумма кассовых сборов составила $ 6 045 647. Фильм получил в основном смешанные отзывы критиков. На сайте Rotten Tomatoes рейтинг картины составил 60 %, а средняя оценка — 6.1 баллов из 10 на основе 10 обзоров. Роджер Эберт из «Chicago Sun-Times» дал положительный отзыв. Винсент Кэнби из «The New York Times» также положительно отозвалась о фильме.